# Zoom, el dofí blanc
|  | Aquest article tracta sobre la sèrie d'animació de 2015. Si cerqueu l'anime de 1971, vegeu «Oum, el dofí blanc». |

Zoom, el dofí blanc (Oum le Dauphin blanc en francès) és una sèrie de dibuixos animats francoalemanya de 2015 produïda per Media Valley i Marzipan Films, portats respectivament per Natalie Altmann, exdirectora de programes juvenils de M6; i Stéphane Bernasconi, productor de la sèrie de Les Aventures de Tintín. Consta de dues temporades de 52 episodis cadascuna.
Aquesta sèrie utilitza una tècnica 3D amb una renderització 2D en cel-shaded (3D amb grans contorns com si fos un dibuix tradicional), com alguns videojocs. Aquesta tècnica permet trets gairebé impossibles en l'animació tradicional.
La sèrie es va estrenar el 30 d'agost de 2015 a França al canal TF1, el 21 d'octubre de 2015 a Alemanya al canal KIKA i a Catalunya el 14 de setembre de 2015 al Canal Super3.

## Argument
La sèrie explica les aventures de Yann, un adolescent intrèpid aficionat al busseig; la Marina, la seva adorable germana petita de 7 anys, tots dos confiats a la cura del seu oncle Patrick, un oceanògraf aventurer que viu a l'illa de Maotou, una illa imaginària de la Polinèsia, un autèntic racó de paradís perdut enmig del Pacífic. De la trobada entre en Yann i en Zoom, un misteriós dofí blanc amb una intel·ligència excepcional, neix una amistat indefectible. Les històries se centren al voltant del descobriment d'animals marins, comèdia i llegendes inspirades lliurement en les tradicions polinèsies, totes transposades a un món ideal, de vacances eternes.